# When the Night Comes Down
When the Nights Comes is het laatste studioalbum van de Sutherland Brothers. 
Na het album Down to Earth bleek ook de laatste man van Quiver er geen puf meer in te hebben. Deze laatste man, Willie Wilson zou later opduiken bij David Gilmours soloalbum en hij zou ook nog werk doen voor Gilmours versie van Pink Floyd. De afstand Londen (Wilson) en Stoke-on-Trent (brothers) deed de band de das om. De gebroeders Sutherland kregen echter de gelegenheid muziek op te nemen in Los Angeles en gingen daar de geluidsstudio in om met een aantal studiomusici een album vol te spelen. De eerste tracks die ze opnamen verschenen echter nog op de Amerikaanse versie van Down to Earth. Deze zelfde drie tracks verschenen bij de compact discuitgave als bonustracks voor de andere elpeetracks van de originele elpee.

## Musici
- Iain Sutherland – zang, gitaar
- Gavin Sutherland – zang, basgitaar
- Ritchie Zito - gitaar
- Bob Glaub – basgitaar
- Steve Porcaro, William D Smith – toetsinstrumenten
- Mike Baird – drums
- Jim Horn – saxofoons
- Steve Foreman – percussie
- Glen Spreen – mondharmonica op First love.

## Composities
| Nr. | Titel                                 | Duur |
| --- | ------------------------------------- | ---- |
| 1.  | One more night with you (Iain, Gavin) | 3:30 |
| 2.  | Sunbird (Iain, Gavin)                 | 3:06 |
| 3.  | When I say I love you (Iain)          | 4:17 |
| 4.  | Natural thing (Iain)                  | 3:26 |
| 5.  | Have you ever been hurt? (Iain)       | 3:37 |
| 6.  | First love (Gavin)                    | 3:46 |
| 7.  | Easy come, easy go (Iain)             | 3:34 |
| 8.  | As long as I’ve got you (Iain)        | 3:14 |
| 9.  | I’m going home (Gavin)                | 3:23 |
| 10. | When the night comes down (Gavin)     | 3:50 |
| 11. | Dreams of you (Iain)                  | 4:31 |
| 12. | Cruisin’ (Iain)                       | 4:05 |
| 13. | On the rocks (Gavin)                  | 3:55 |
| 14. | Crazy town (Iain)                     | 3:47 |

When I say I love you is een nieuwe opname van The pie van hun eerste album.

## Bron
- de compact disc van Evangeline Recorded Works, een sublabel van Sony BMG, eigenaar van CBS.